# Corinthian F.C.
Corinthian Football Club – angielski klub piłkarski założony w 1882 roku. 
Zawodnicy Corinthian F.C. nosili białe koszuli. Na cześć zespołu w 1902, nowo założony klub, Real Madryt wybrał ten kolor koszulek także dla siebie.

## Historia
Początkowo drużyna zamierzała rozgrywać tylko mecze towarzyskie, w związku z czym aż do 1900 roku nie grała w żadych oficjalnych rozgrywkach, także w The Football League czy FA Cup, w którym po raz pierwszy zagrali dopiero po I wojnie światowej, ale jej piłkarze szybko stali się trzonem reprezentacji Anglii – w meczach z Walią w 1894 i 1895 całą jedenastkę stworzyli tylko piłkarze Corinthians.
Wstąpiwszy do Amateur Football Alliance (co uniemożliwiło klubowi rozgrywanie meczów z klasowymi angielskimi przeciwnikami), Corinthians zaczęli podróżować po świecie, popularyzując futbol. Ich nazwę przyjęły dwa brazylijskie kluby, Sport Club Corinthians Paulista i Sport Club Corinthians Alagoano, a ich białe barwy – Real Madryt.
W 1939 roku połączyli się z Casuals F.C., by sformować Corinthian-Casuals F.C., który w sezonie 2019-20 występował w Isthmian League.